# آريال (خط)
خط اريال (بالإنجليزية: Arial) هو أحد خطوط الحاسوب المتوفرة على نظام تشغيل ويندوز وماكنتوش، وهو أحد خطوط عائلة الغير مذيلة (بالفرنسية: Sans-serif)، ولقد تم تطويره عام 1982 من قبل فريق تطوير مكون من 10 افراد برئاسة روبين نيكولاس وباتريكا ساوندرز ليكون مطابقا لخط هيلفيتيكا دون دفع كلفة استعماله. 

## التوزيع
يأتي هذا الخط كأحد مكونات نظام تشغيل مايكروسوفت ويندوز منذ عام 1992، ومنذ عام 1999 تم تضمين نسخة معدلة من الخط بأسم خط اريال يونيكود ام اس Arial Unicode MS في برامج تطبيقات الأوفيس الخاصة بمايكروسوفت، لكن توقف استعماله ابتداء من نسخة أوفيس 2016 بعد ارتفاع عدد رموز معيار يونيكود فأصبح اريال يونيكود ام اس عاجزا عن أداء عمله.

## خصائص التصميم

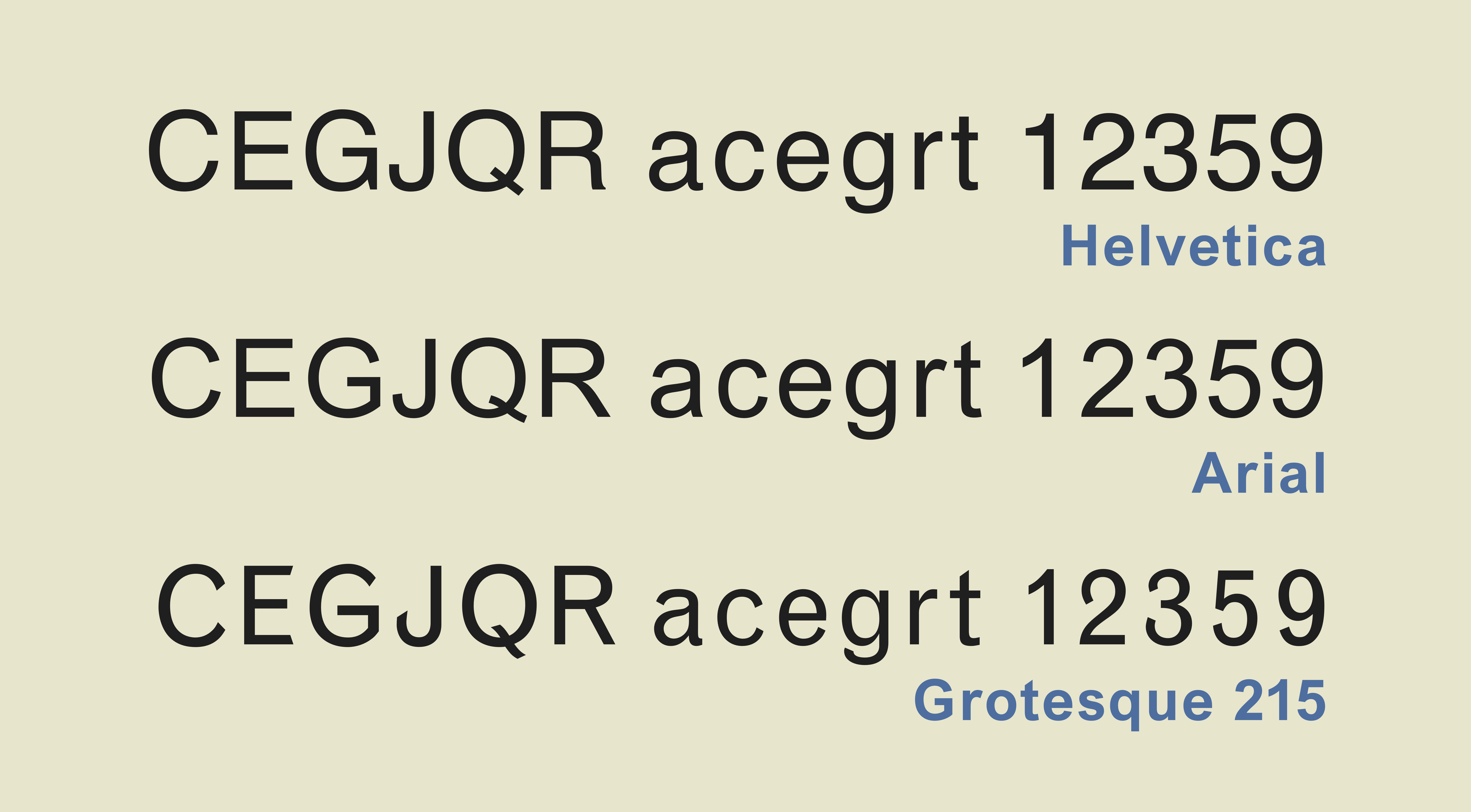
A comparison of Arial, Helvetica and Monotype Grotesque 215 scaled to equivalent cap height showing the most distinctive characters. Arial copies Helvetica's proportions and stroke width but has design detailing influenced by Grotesque 215.

مضمن في الإصدار 3.0 من إصدار أبن‌ تيب من آريال هو الوصف التالي للمحرف:
بصرف النظر عن الحاجة إلى مطابقة عرض الأحرف والمظهر التقريبي/ العام لهيلفيتيكا، فإن أشكال أحرف آريال تتأثر أيضًا بشدة بتصاميم أحادي النمط، والتي تم إصدارها في أو بحلول العشرينات من القرن الماضي، مع تأثير إضافي من 'New Grotesque'، إعادة تصميم فاشلة من عام 1956. تصميمات R وG وr أيضًا تشبه Gill Sans. تتسبب التغييرات في تطابق المحرف تقريبًا مع Linotype هيلفيتيكا من حيث النسبة والوزن، ويتطابق تمامًا في العرض. لاحظ آلان هالي، المدير التنفيذي في Monotype، «تم رسم Arial أكثر تقريبًا من Helvetica، والمنحنيات أكثر نعومة وأكمل والعدادات أكثر انفتاحًا. نهايات الضربات على الأحرف مثل c وe وg وs، بدلاً من قطعها على أفقي، يتم إنهاؤها بزاوية طبيعية أكثر بالنسبة لاتجاه الضربة.» ماثيو كارتر، مستشار لشركة IBM أثناء عملية التصميم، وصفها بأنها «استنساخ Helvetica، تستند ظاهريًا إلى Grots 215 و216».
يأتي تصميم الحروف الرسومية العربية من نيو تايمز، والتي تتميز بعرض متنوع أكثر من الحروف اللاتينية، ألفبائية يونانية، كتابة كريلية الحروف الرسومية الموجودة في الخط. رموز الشطرنج في اليونيكود تستخدم عروض ضربات أحادية اللون في أبجدية عربية، على غرار تاهوما.
الحروف السيريلية واليونانية والأبجدية القبطية الحروف الرسومية المعدلة للتباعد التي تم تقديمها في البداية في Arial Unicode MS، ولكن ظهرت لاحقًا في Arial الإصدار 5.00، لها مظاهر مختلفة.

## وصلات خارجية
- صفحة الخط على موقع اسلوب الطباعة في مايكروسوفت